# Mamete di Cesarea
Mamete di Cesarea, indicato come san Mamas nel Martirologio Romano, noto anche con molti altri nomi (Mamette,Mamaso, Mama, Mamante, Mommè, Mamolo, Mamede, Mamete, Mamma, Momà, Mammete, Mamette, Amate.) (Cesarea in Cappadocia, 259 – Cesarea in Cappadocia, 275), è stato un giovane cristiano che subì il martirio per la fede.
È uno dei santi più popolari dell'Oriente bizantino. Il suo culto è antichissimo, anche in Italia, diffusosi grazie all'opera di missionari orientali nei primi secoli della diffusione del cristianesimo.

## Fonti
Le notizie certe, anche se scarne di particolari, della storicità di questo santo sono due omelie conservatesi, una di Basilio di Cesarea, l'altra di Gregorio Nazianzeno, entrambe risalenti al IV secolo.
Si possiede inoltre una Passio a forma di enciclica, attribuita ai vescovi Euprepio, Cratone e Perigene (risalente forse al secolo IV) di dubbia storicità, una vita anonima, ancora inedita, risalente al X secolo e altre passio, biografie e metafrasi, in greco, in latino, in siriaco ed in armeno. Le notizie contenute in questi testi, spesso in contraddizione tra loro e frutto solo di fantasia, non permettono una ricostruzione certa della vita del santo.

## Biografia
Le fonti più antiche e più attendibili, Basilio di Cesarea e Gregorio Nazianzeno, tramandano pochissimi particolari biografici sul santo.
Nato, secondo la tradizione, a Momoasson, proveniva da famiglia modesta, esercitava la professione di pastore, subì il martirio. Gregorio accenna anche alle cerve che si sarebbero lasciate mungere da Mamete per sfamarlo. Dopo il martirio venne considerato patrono della città di Cesarea per le sue intercessioni ed azioni taumaturgiche verso i devoti. Null'altro.
La passio del VI secolo fornisce maggiori dettagli. Mamete è un ragazzo affidato a Taumasio, vescovo di Cesarea durante la persecuzione di Aureliano. Alla morte di Taumasio, su indicazione divina sfugge alla cattura rifugiandosi sui monti dove conduce una vita dedita alla pastorizia ed alla preghiera. Il formaggio che produceva veniva fatto recapitare ai cristiani incarcerati. Alla sera gli animali e le bestie selvatiche, che con lui diventavano mansuete, accorrevano per essere istruite nel Vangelo e per lasciarsi mungere. Le autorità, venute a conoscenza mandano quattrocento soldati ad arrestare il santo ragazzo. Mamete prima converte e fa battezzare i soldati, poi si fa condurre in carcere. Restando irremovibile nella fede, viene sottoposto ai più tremendi supplizi (fuoco, belve, fame, spalmato di miele e cosparso di formiche), ma sempre ne esce indenne. Dopo aver convertito e liberato gli altri prigionieri e dopo aver predetto la morte del governatore e di Aureliano, viene ucciso da un tridente insieme ai soldati che aveva convertito. Le persecuzioni cessarono e la pace regnò tra i cristiani che eressero una basilica sul luogo della morte del santo.
Le tradizioni posteriori tramandano notizie contraddittorie tra loro e spesso assolutamente inverosimili. Talvolta vengono riferiti i nomi dei genitori o della nutrice e la nascita in carcere, oppure viene sottoposto ad interrogatori direttamente dallo stesso imperatore, diverse sono le cause di morte e per alcuni Mamete è un monaco che muore vecchissimo oppure addirittura un senatore romano.
La data della morte, il 275 viene considerata verosimile, anche se non riportata dalle fonti antiche.

## Culto

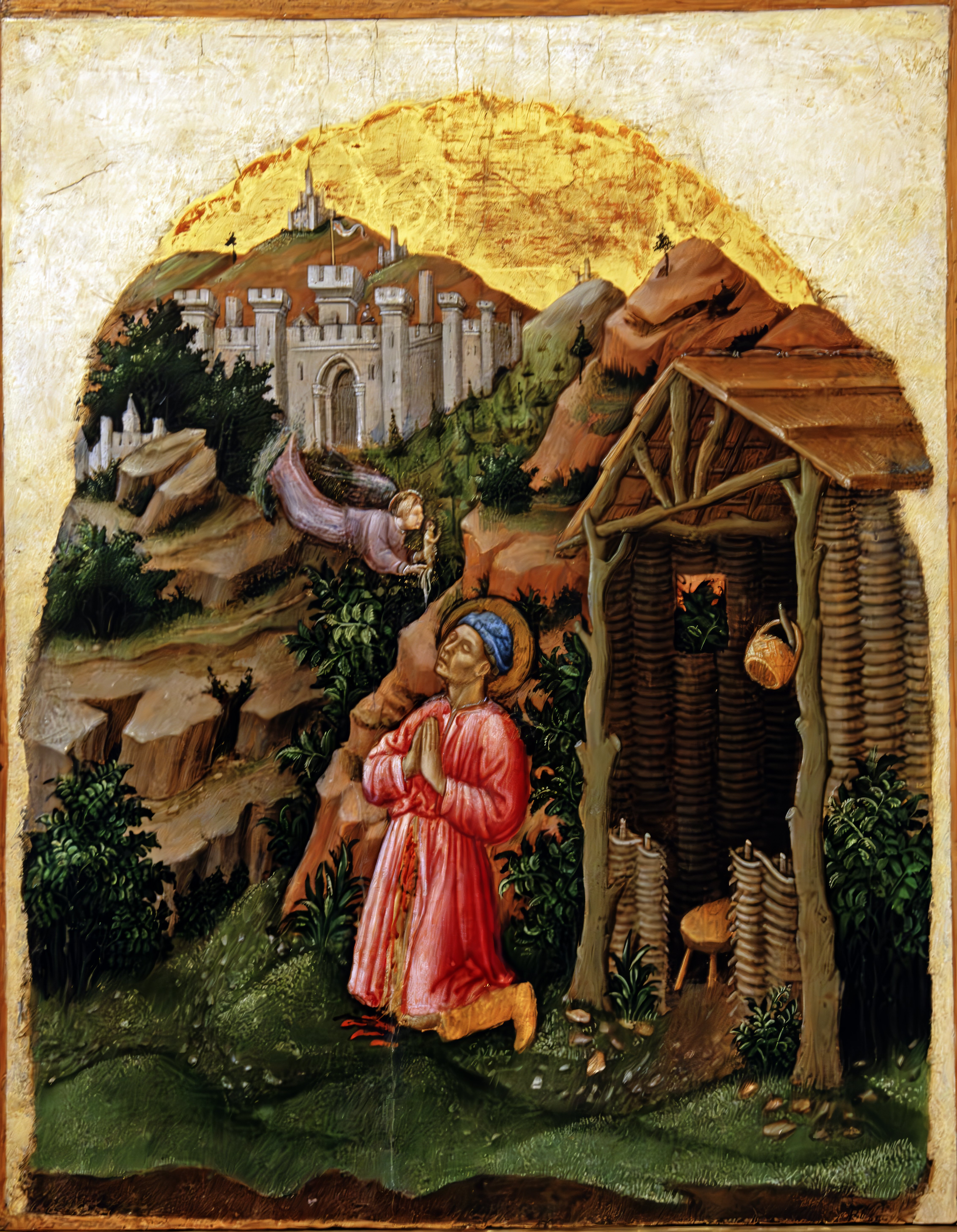
La Morte di Mamante - Francesco de' Franceschi - Museo Correr

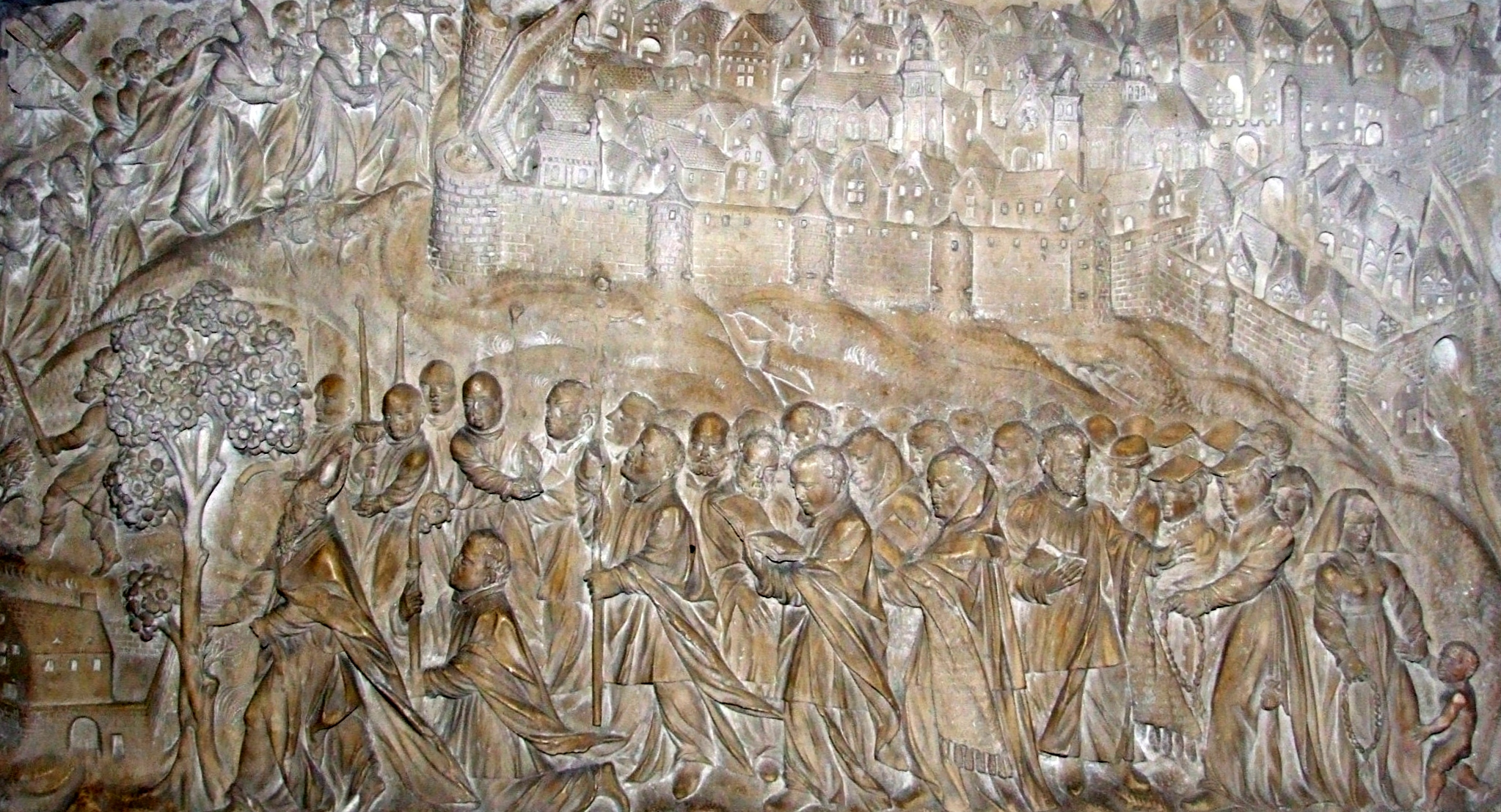
Bassorilievo della traslazione delle reliquie di san Mamete, Cattedrale di St-Mammès in Langres (Francia)

San Mamete è patrono delle balie, perché gli animali lo nutrirono con il loro latte e protettore degli animali. Il suo culto è particolarmente diffuso in ambienti pastorali, spesso rappresentato come un fanciullo circondato da leoni.
Secondo la tradizione, egli sarebbe nato in carcere, dove la madre era rinchiusa perché cristiana. Dopo la morte della madre, condusse vita da pastore sui monti dove si nutriva del latte delle fiere da lui stesso addomesticate, che offriva anche ai bisognosi. A sua volta vittima di una persecuzione, morì poi martire e fu fatto santo.
Probabilmente in seguito al legame che la tradizione istituisce tra questo santo e il latte, in Brianza e in altre zone italiane egli è particolarmente venerato dalle puerpere, che lo invocano per avere latte a sufficienza per le loro creature (il pan di fioeu). Nella chiesa di Zoccorino, san Mamete viene raffigurato nell'atto di offrire latte ad una madre che gli presenta il figlio.
Un particolare rito, in uso fino a non molto tempo fa, viene riferito da F. Pirovano (1985:47): le puerpere che temevano di non avere latte portavano in chiesa del pane e del formaggio, e dopo averli appoggiati per qualche tempo sull'altare, uscivano e donavano il pane e il formaggio al primo passante che incontravano.

### Diffusione del culto

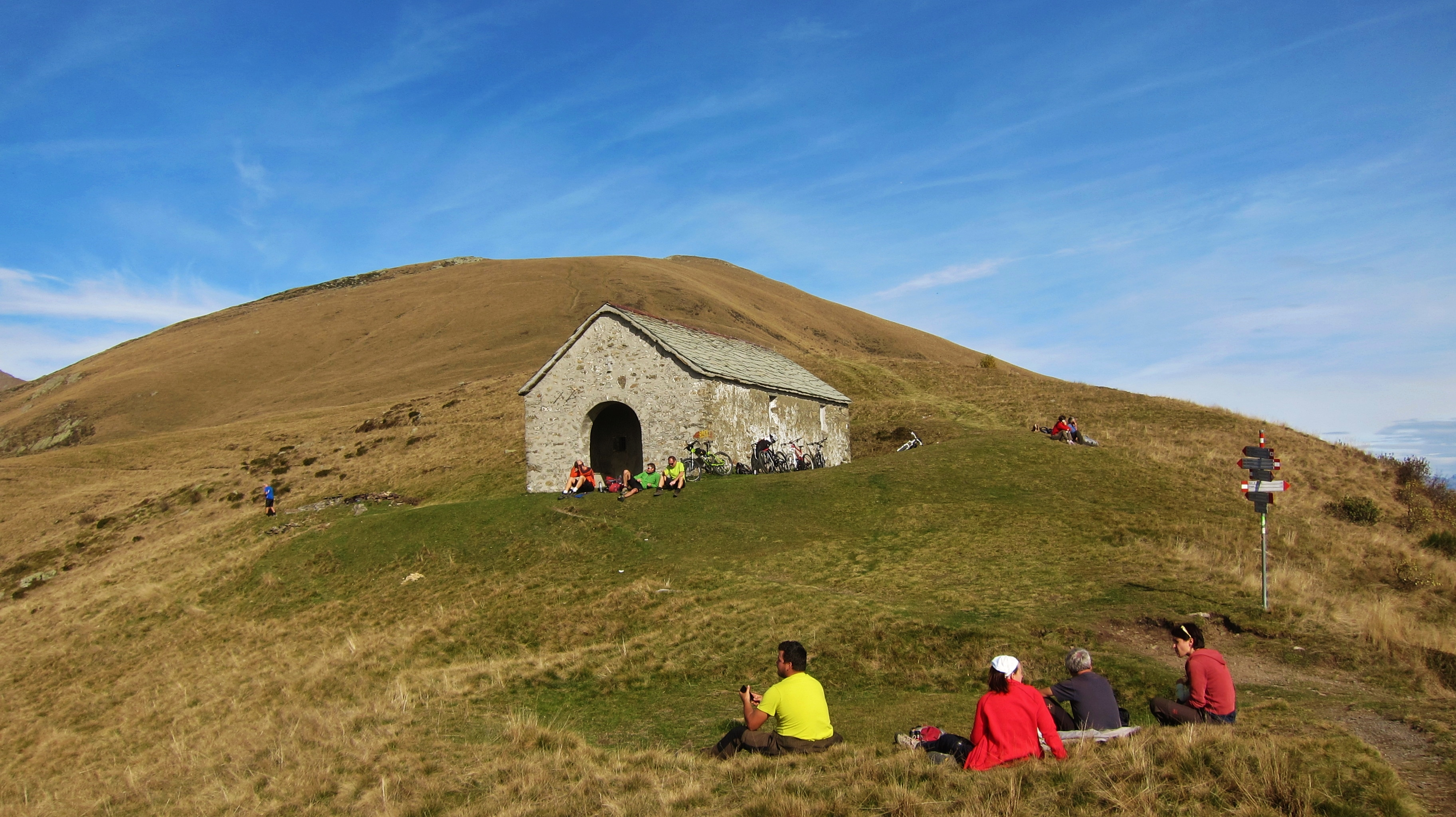
Chiesetta di sant'Amate sulle falde del Monte Grona nel comune di Plesio

Il primo centro di culto di san Mamete è stata Cesarea dove sulla tomba del santo è stato eretto un santuario e successivamente una basilica. Recenti scavi hanno individuato la tomba e la basilica. Il culto verso il santo si diffonde prima in tutta la Cappadocia, poi raggiunge Costantinopoli. Anche qui viene costruita una basilica, verso il 475, poi una seconda presso l'ippodromo di san Mama, infine una terza nel villaggio di Aymama (villaggio di Mama). A Costantinopoli era pure dedicato un monastero, dove, nel 1204, vennero trafugate numerose reliquie, tra cui il capo del santo finito a Langres. In seguito la venerazione raggiunse la Siria, il Libano, Cipro e la Grecia per arrivare in Occidente.
In Italia è particolarmente venerato in Emilia-Romagna, in Toscana e nel Milanese, nella Brianza, nel Comasco; in Svizzera nel Canton Ticino.
Centro importante di culto in Occidente è a Langres, dove la cattedrale inizialmente dedicata a san Giovanni, nell'VIII secolo venne dedicata a san Mammès.
Numerose sono le testimonianze toponomastiche dedicate a questo santo, sia in Francia che in Spagna (a Bilbao - Stadio San Mamés) che in Portogallo (san Mamede).
- Oltrona di San Mamette, (Como), santuario di San Mamette
- San Mamete, frazione di Valsolda, (Como).
- Plesio, (Como), oratorio montano di sant'Amaa.
- San Mamante - Case Lenzuola a Faenza, (Ravenna).
- Affori, quartiere di Milano, cappella a san Mamete.
- Crescenzago, quartiere di Milano, oratorio a san Mamete.
- Bollate, (Milano), chiesa di san Mamete.
- Appiano Gentile, (Como), altare a san Mamete nella chiesa di san Giovanni.
- Claino con Osteno, (Como), altare a san Mamete nella chiesa di san Vincenzo.
- Lugano, Cattedrale di san Lorenzo, Il martirio di San Mamete affresco del 1487 di Ambrogio da Muralto.
- Mezzovico-Vira, Santuario di san Mamete (sec. XI).
- Lizzano in Belvedere, (Bologna), chiesa parrocchiale di San Mamante.
- Lumino, Chiesa parrocchiale di san Mamete.
- Medicina, (Bologna) Chiesa parrocchiale di San Mamante
- Empoli, (Firenze), Chiesa di San Mamante a Empolivecchio
- Grândola (Portogallo), chiesa di san Mamette.
- Bologna, Chiesa di San Procolo, tela di Filippo Pedrini (1763 – 1856).
- Bologna, Chiesa parrocchiale dei Ss. Francesco Saverio e Mamolo
- Bologna, Chiesa di San Mamolo (oggi distrutta), sita tra Via delle Tovaglie e Via Solferino, dalla quale deriva la toponomastica stradale di Via San Mamolo e Piazza di Porta San Mamolo
- Brivio (LC), statua di San Mammete presso l'Oratorio di San Leonardo.
- Cavaglio d'Agogna (NO), Chiesa Parrocchiale di San Mamante e scurolo di San Mamante.
- Liano di Castel San Pietro Terme (BO), chiesa parrocchiale di San Mamante.
- San Mommè (frazione di Pistoia)
- Vergo Zoccorino di Besana in Brianza (MB), chiesa di San Mamante.
- Villa di Sassonero di Monterenzio (BO).
- Lovoleto, Granarolo dell'Emilia  (BO), Chiesa Parrocchiale di San Mamante (patrono della frazione).
- Santa Mama di Subbiano (AR), Chiesa Parrocchiale di San Mamante.
- Val di San Mamante (Belluno), valle formatasi dall'azione del torrente Turriga.
- Langres, Cattedrale di St-Mammès in Francia.
- Saint-Mammès, paese nella regione Île-de-France in Francia.
- Monte Troodos, altare di san Mamas nella chiesa greco-ortodossa di Santa Croce della Santa Sorgente a Cipro.
- Saragozza (Spagna), Chiesa Parrocchiale di San Mames, urna reliquiario del sacro capo (proveniente da Roma, con autentica 23 aprile 1695: probabilmente un corpo santo).
- Patrono di Lovoleto (chiesa parrocchiale di San Mamante), frazione del comune di Granarolo dell'Emilia (Bologna)

### Ricorrenze

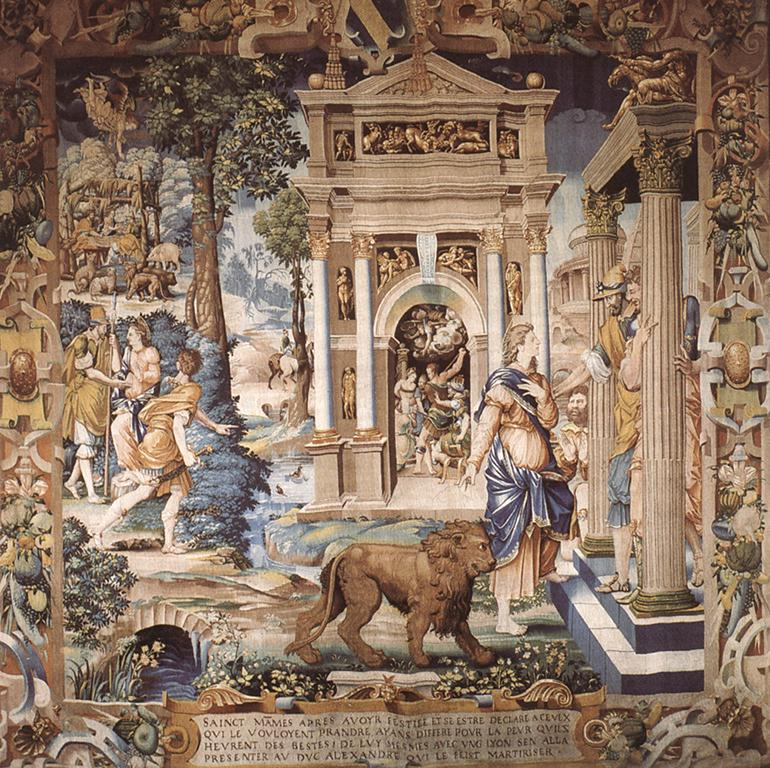
San Mamete è condannato a morte. Arazzo, XVI secolo, Museo del Louvre

In quasi tutti i calendari liturgici d'oriente e d'occidente, la memoria di san Mamete viene celebrata il 13 luglio e il 2 settembre. Gli Armeni ed i Copti lo celebrano il 2 settembre, i Siriaci il 3 maggio. Nel Martirologio Romano ricorre il 17 agosto. Nella liturgia mozarabica viene commemorato il 7 agosto. A Langres la festa viene celebrata il 17 agosto ed il trasferimento delle reliquie il 10 ottobre. Il calendario ambrosiano segna la sua festa il 18 agosto. Viene invocato durante il periodo dell'allattamento dei bambini e contro i dolori delle ossa.

### Inno a san Mamete
(Inno a San Mamete [Vilfrido Strabo, Vita S. Mamme Monachi, PL 114, 1062])